# Шательперрон (коммуна)
Шательперро́н (фр. Châtelperron) — коммуна во Франции, находится в регионе Овернь. Департамент коммуны — Алье. Входит в состав кантона Жалиньи-сюр-Бебр. Округ коммуны — Виши.
Код INSEE коммуны — 03067.

## Население
Население коммуны на 2008 год составляло 144 человека.
| 1962 | 1968 | 1975 | 1982 | 1990 | 1999 | 2008 |
| ---- | ---- | ---- | ---- | ---- | ---- | ---- |
| 259  | 287  | 250  | 219  | 189  | 137  | 144  |

## Экономика
В 2007 году среди 82 человек в трудоспособном возрасте (15—64 лет) 64 были экономически активными, 18 — неактивными (показатель активности — 78,0 %, в 1999 году было 70,9 %). Из 64 активных работали 56 человек (31 мужчина и 25 женщин), безработных было 8 (3 мужчин и 5 женщин). Среди 18 неактивных 3 человека были учениками или студентами, 9 — пенсионерами, 6 были неактивными по другим причинам.

## Достопримечательности
- Церковь Сен-Пьер (XII век).
- Замок Шательперрон (XII—XV века), исторический памятник с 9 декабря 1929 года.
- Пещеры с шательперонской археологической культурой.
- Замок Шассимпьер (XV—XIX века).
- Замок Лез-Эскюр, был временным жилищем Иоанна II.
- Мраморный карьер. Добыча мрамора велась со времён Римской империи до 1924 года.
- Дома XVIII и XIX веков.

## Фотогалерея

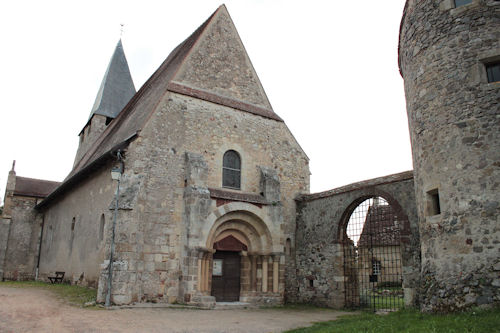
Церковь Сен-Пьер
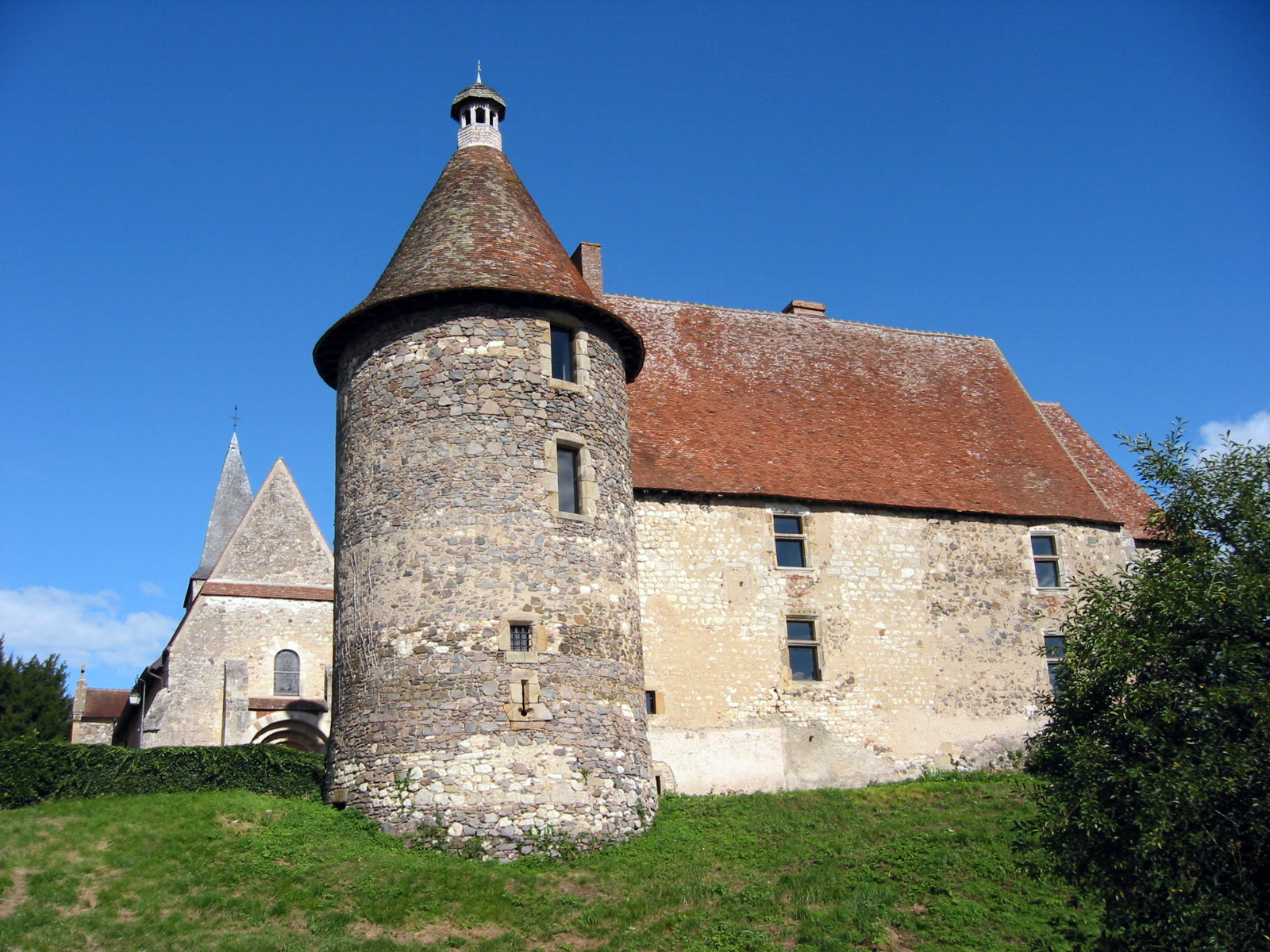
Замок Шательперрон
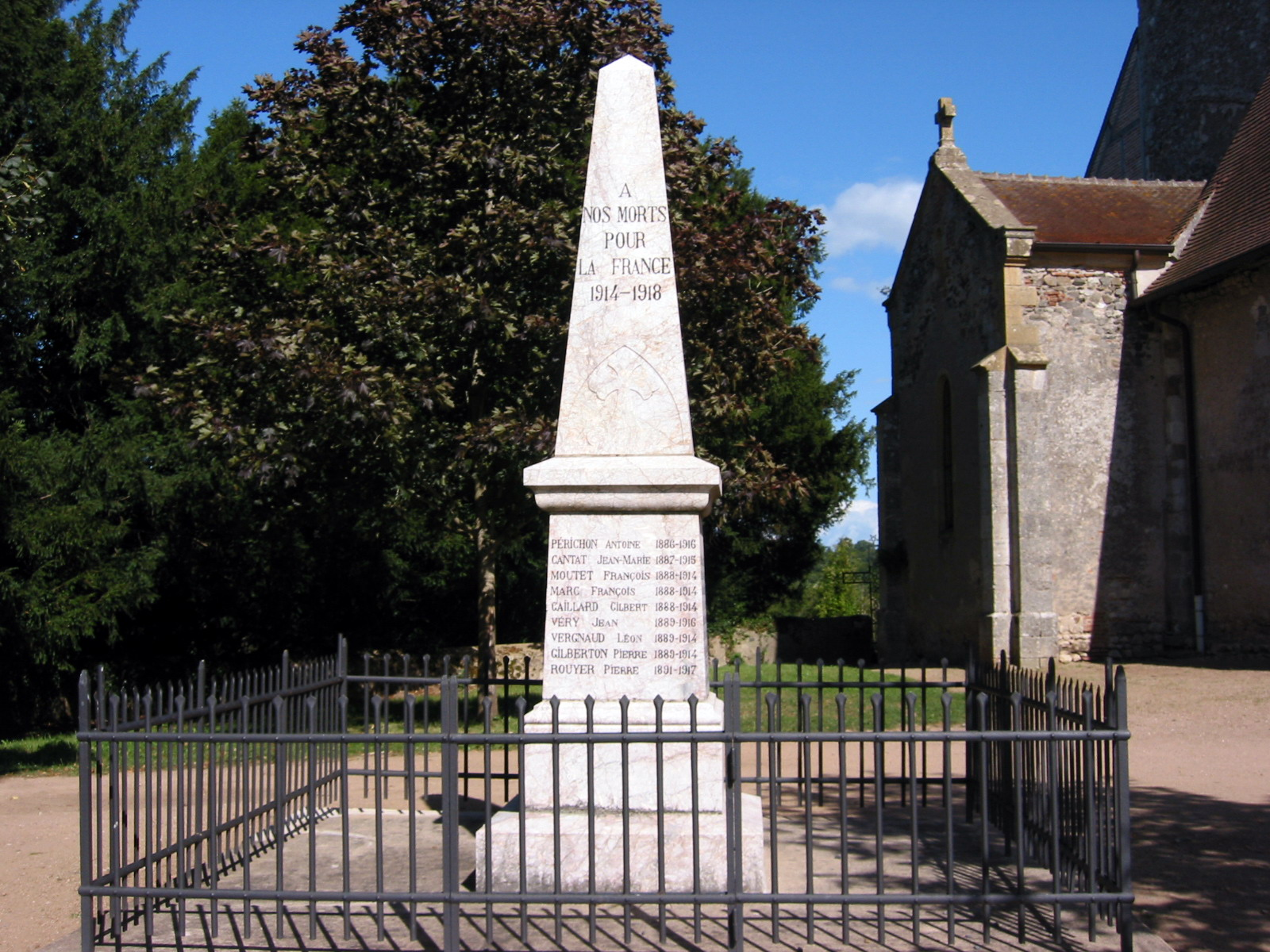
Военный монумент
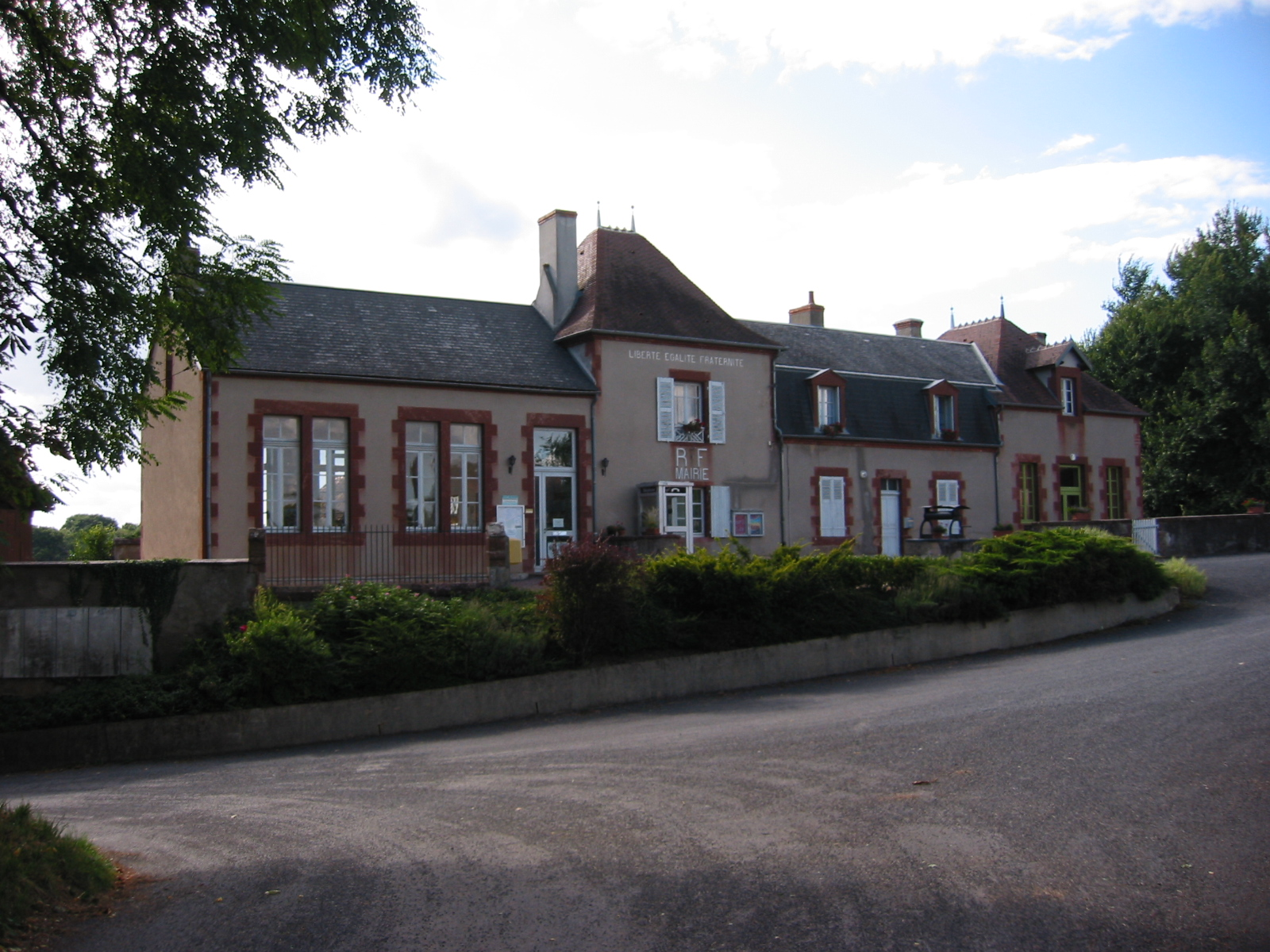
Мэрия
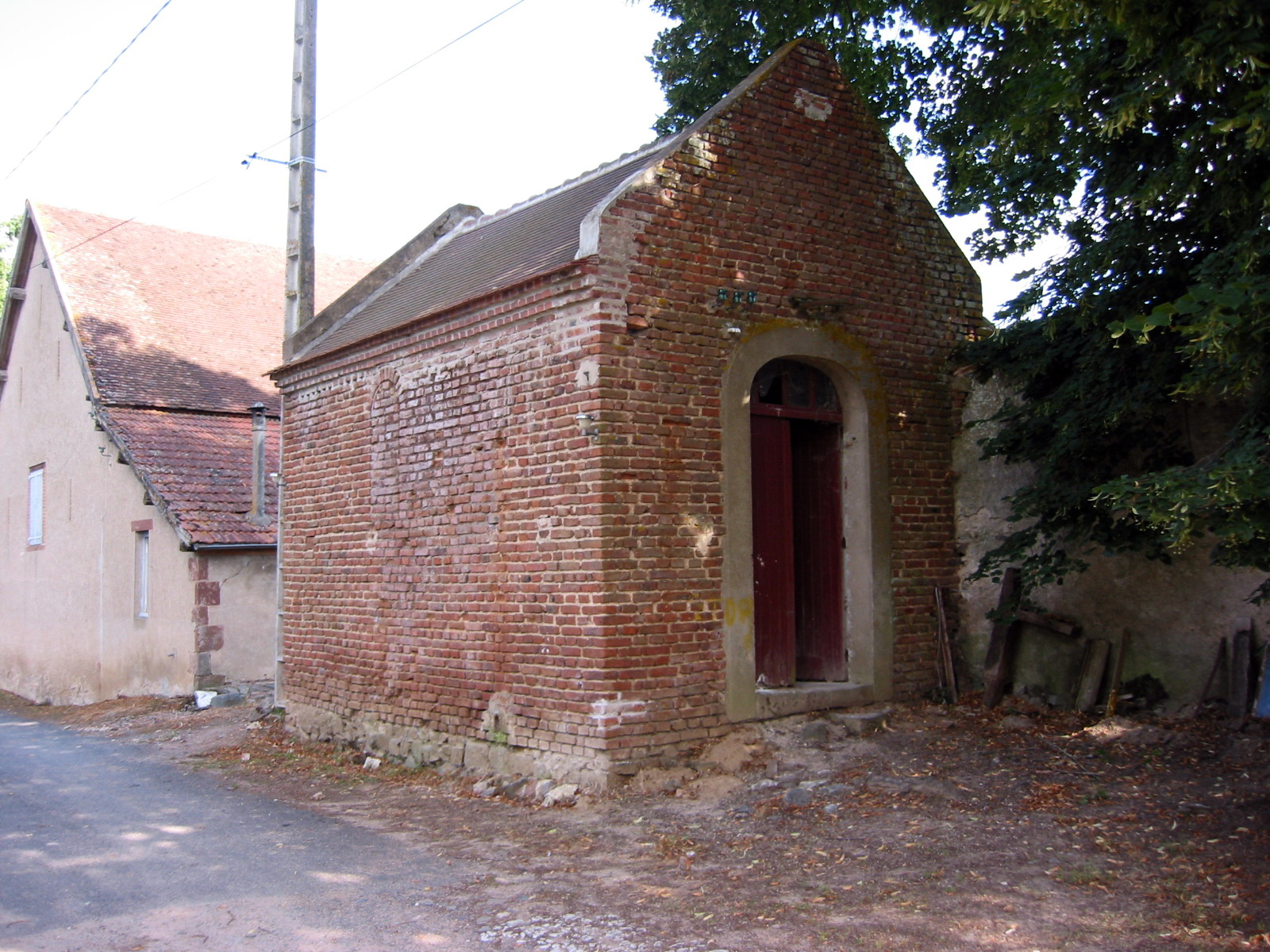
Бывшая часовня